# Сидорин, Тимофей Михайлович
Тимофей Михайлович Сидорин (16 мая 1899, ст. Качалинская, Область Войска Донского, Российская империя — 26 июля 1942, Суровикинский район, Сталинградская область, РСФСР, СССР) — советский военачальник, подполковник (1940).

## Биография
Родился 16 мая 1899 года в станице Качалинская области Войска Донского (ныне Качалинское сельское поселение, Иловлинский район, Волгоградская область). Русский.
До призыва в армию работал музыкантом в струнном оркестре при Воронежском дорожном отделе народного образования.

### Военная служба

#### Гражданская война
В январе 1919 года добровольно вступил в РККА и был зачислен в 7-й отдельный военно-рабочий батальон 8-й армии, в составе которого служил красноармейцем, отделенным командиром и квартирмейстером и воевал против деникинских войск под Новохоперском, Борисоглебском и Балашовом. В январе 1920 года батальон переформирован во 2-й отдельный батальон ВОСО, а Сидорин был назначен в нём зав. оружием и командиром взвода. В составе 5-й отдельной бригады ВОСО 12-й армии батальон участвовал в боях с белополяками. После окончания Советско-польской войны в ноябре 1920 года батальон переформирован в 8-й отдельный батальон ВОСО, а  Сидорин назначен в нём помощником заведующего хозяйством. В феврале 1921 года батальон влился в 7-й Донецкий стрелковый полк, а Сидорин становится квартирмейстером этого полка. В декабре 1921 года он откомандирован в распоряжение ЦК ВКП(б) Украины, а оттуда направлен в 51-й кавалерийский полк 51-й Перекопской стрелковой дивизии. В марте 1922 года он там же окончил полковые пулеметные курсы и продолжил службу начальником пулемета и политруком. Участвовал в ликвидации бандитизма в районах Балта, Ананьев и Саврань. В декабре 1922 года полк переформирован в отдельный кавалерийский эскадрон, в котором Сидорин служил казначеем-квартирмейстером и командиром взвода.

#### Межвоенные годы
После войны в мае 1923 года был направлен политруком роты в 152-й стрелковый полк 51-й Перекопской стрелковой дивизии УВО. В сентябре 1923 года переведен в 153-й Замоскворецкий стрелковый полк, где исполнял должности политрука роты и командира роты. В 1927 году сдал экстерном испытание за курс нормальной военной школы при Киевской объединённой военной школе командиров им. С. С. Каменева. С сентября 1929 года — слушатель Военной академии РККА им. М. В. Фрунзе. В мае 1933 года окончил её и был назначен начальником штаба 10-го стрелкового полка 4-й стрелковой дивизии. В январе 1935 года переведен в штаб БВО помощником начальника 1-го отделения 1-го отдела. С июля 1939 года исполнял должность начальника 4-го, а с декабря — 1-го отделений 1-го отдела штаба БОВО. В сентябре 1940 года майор  Сидорин назначен заместителем командира 85-й стрелковой дивизии ЗапОВО, дислоцировавшейся в городах Минск и Гродно. В феврале 1941 года был переведен на ту же должность в 55-ю стрелковую дивизию.

#### Великая Отечественная война
В начале  войны в ходе приграничного сражения дивизия вела бои в составе 4-й армии Западного фронта, затем отходила на бобруйском направлении. Под Барановичами подполковник  Сидорин был ранен и госпитализирован. После излечения в конце августа 1941 года назначен врид командира 380-й стрелковой дивизии, формировавшейся в городе Славгород Алтайского края. В ноябре — заместитель начальника Рубцовского пехотного училища, а с 25 февраля 1942 года — начальник штаба 112-й стрелковой дивизии. С марта 1942 года дивизия входила в состав 1-й резервной армии. С 10 июня полковник  Сидорин исполнял должность начальника оперативного отдела — заместителя начальника штаба этой армии (с 9 июля — 64-я).
26 июля 1942 года во время налета вражеской авиации на переправы через реку Дон в районе станицы Нижне-Чирская подполковник  Сидорин погиб и был похоронен в саду восточнее деревень Ильмень и Чирская Сталинградской области.

## Награды
Юбилейная медаль «XX лет Рабоче-Крестьянской Красной Армии» (1938)